# Грешило Олександр Сергійович
Олекса́ндр Сергі́йович Греши́ло (1986—2022) — старший солдат Збройних Сил України, учасник російсько-української війни.

## Життєпис
Народився 16 грудня 1986 року в місті Охтирка Сумської області.
Загинув 26 лютого 2022 в районі міста Охтирка.

## Нагороди та вшанування
- Орден «За мужність» III ступеня[1].
- Почесний громадянин міста-героя Охтирки.